# Жидачів (станція)
Жида́чів — проміжна залізнична станція Львівської дирекції Львівської залізниці на електрифікованій лінії Стрий — Ходорів між станціями Ходорів (12 км) та Гніздичів (7 км). Розташована в однойменному місті Стрийського району Львівської області. 

## Пасажирське сполучення
На станції зупиняються приміські поїзди сполученням Стрий — Ходорів.